# Drew Carey

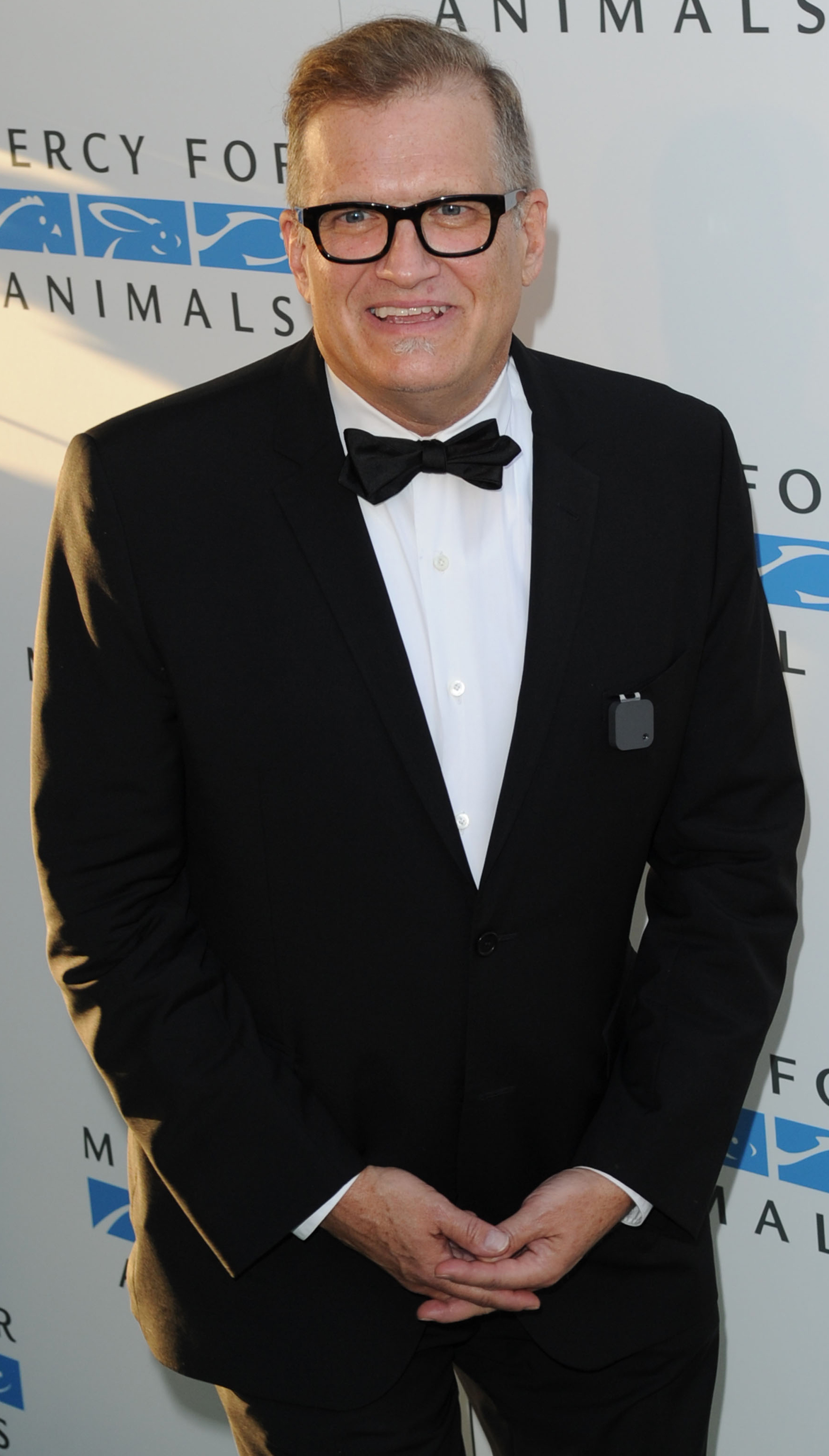
Drew Carey, 2014

Drew Allison Carey (* 23. Mai 1958 in Cleveland, Ohio) ist ein US-amerikanischer Komiker, Showmaster, Schauspieler, Drehbuchautor und Fernsehproduzent.

## Leben
Carey wuchs als jüngstes von drei Kindern auf; sein Vater starb als Carey acht Jahre alt war. Er besuchte die Kent State University, verließ diese jedoch vorzeitig und verpflichtete sich für sechs Jahre beim United States Marine Corps. Nach dem Dienstende zog er zunächst kurzzeitig nach Las Vegas, bevor er nach Cleveland zurückkehrte. Ab 1985 verfolgte er eine Karriere als Stand-Up Komiker. Er trat mehrere Jahre in Clubs in Cleveland und Los Angeles auf und nahm 1988 an der US-amerikanischen Ausgabe von Star Search teil. Seine ersten landesweiten Auftritte hatte er 1991 in Johnny Carsons The Tonight Show und in Late Night with David Letterman.
1993 hatte er seine erste eigene Show auf dem Pay-TV-Sender Showtime, für die er mit dem CableACE Award ausgezeichnet wurde. Im selben Jahr hatte er eine kleine Rolle in der Filmkomödie Coneheads. 1994 spielte er eine der Hauptrollen der Sitcom The Good Life, die jedoch nach 13 Episoden eingestellt wurde. Zusammen mit Bruce Helford entwickelte er die Comedy-Serie Drew Carey Show, die zwischen 1995 und 2004 in 233 Folgen ausgestrahlt wurde. Für die Serie wurde er mit dem People’s Choice Award und dem Golden Satellite Award ausgezeichnet. Ab 1998 moderierte Carey die Comedy-Show Whose Line Is It Anyway?, von der bis 2006 223 Folgen ausgestrahlt wurden. Angelehnt an die Show entstand später in Deutschland Frei Schnauze mit Dirk Bach als Moderator. 2000 spielte er die Titelrolle im Disney-TV-Musical Geppetto. Nachdem Bob Barker sich aus der US-amerikanischen Version der Gameshow Der Preis ist heiß zurückgezogen hatte, moderiert Carey diese seit 2007.
Neben seinen eigenen Shows hatte Carey diverse Gastauftritte: 1999 war er in einem Musikvideo von Weird Al Yankovic zu sehen, 2001 nahm er am Royal Rumble der World Wrestling Entertainment teil, wo er jedoch nicht aktiv in den Kampf eingriff, sondern nach weniger als einer Minute aus dem Ring floh, zudem wurde er 2011 durch Kane in die WWE Hall of Fame aufgenommen. 2008 trat er in einer Episode von Die Simpsons auf. Zudem spielte er Gastrollen in Fernsehserien wie Hör mal, wer da hämmert und Nikki und hatte eine Sprechrolle im Computeranimationsfilm Robots.

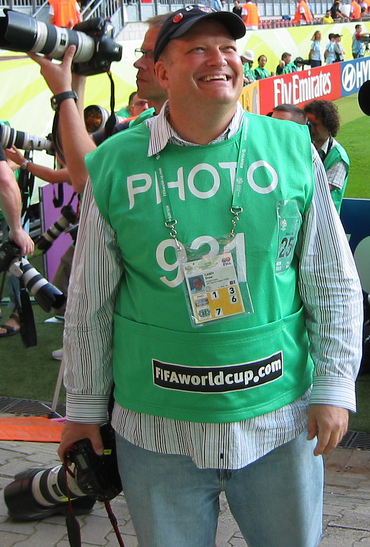
Carey während der Fußballweltmeisterschaft 2006 in Kaiserslautern

Carey besuchte als Fan der US-amerikanischen Fußballnationalmannschaft die Fußball-Weltmeisterschaft 2006 in Deutschland und die Fußball-Weltmeisterschaft 2010 in Südafrika.

## Filmografie (Auswahl)

### Schauspieler
- 1993: Die Coneheads (Coneheads)
- 1994: The George Carlin Show
- 1994: The Good Life
- 1996: Superman – Die Abenteuer von Lois & Clark (Lois & Clark: The New Adventures of Superman)
- 1996–2004: Drew Carey Show
- 1997: Dharma & Greg
- 1997: The Weird Al Show
- 1997: Hör mal, wer da hämmert (Home Improvement)
- 1999: Knocked Out – Eine schlagkräftige Freundschaft (Play It to the Bone)
- 1999: King of the Hill
- 2000: Geppetto, der Spielzeugmacher (Geppetto)
- 2001: Nikki
- 2005: Robots
- 2011: Jack und Jill (Jack and Jill)
- 2020, 2022: The Masked Singer (Fernsehsendung, Teilnehmer Staffel 3, 17. Platz; Gastauftritt Staffel 8)

### Drehbuchautor
- 1993: Drew Carey: Human Cartoon
- 1994: Someone Like Me
- 1996–2004: Drew Carey Show
- 2001: House of Cards
- 2001: Rock & Roll Back to School Special
- 2006: Drew Carey's Sporting Adventures: World Cup 2006

### Produzent
- 1998–2000: Whose Line Is It Anyway?
- 1998–2003: Drew Carey Show
- 2001: Improv All Stars
- 2001: House of Cards
- 2004: Green Screen Show
- 2006: Drew Carey's Sporting Adventures: World Cup 2006
- 2008: The Bob & Tom Show
- 2008: Mississippi Drug War Blues: The Case of Cory Maye

## Auszeichnungen
- 1995: CableACE für Drew Carey: Human Cartoon
- 1996: People’s Choice Award
- 1998: Golden-Satellite-Award-Nominierung für Drew Carey Show
- 1999: Golden Satellite Award für Drew Carey Show
- 1999: TV Guide Award
- 1999: Blimp-Award-Nominierung für Drew Carey Show
- 2000: People’s Choice Award
- 2000: Blimp-Award-Nominierung für Drew Carey Show
- 2001: People’s Choice Award
- 2001: Blimp-Award-Nominierung für Drew Carey Show
- 2003: Stern auf dem Hollywood Walk of Fame, 6664 Hollywood Boulevard
- 2011: Aufnahme in die WWE Hall of Fame